# Neopachygaster basilewskyi
Neopachygaster basilewskyi är en tvåvingeart som beskrevs av Lindner 1955. Neopachygaster basilewskyi ingår i släktet Neopachygaster och familjen vapenflugor. Inga underarter finns listade i Catalogue of Life.